# Torsten Krentz
Torsten Krentz, född den 19 maj 1966 i Demmin, Tyskland, är en östtysk kanotist.
Han tog bland annat VM-silver i K-1 1000 meter i samband med sprintvärldsmästerskapen i kanotsport 1989 i Plovdiv.